# Фелипе Аугусто (футболист, 2004)
Фели́пе Аугу́сто да Си́лва (порт.-браз. Felipe Augusto da Silva; родился 2 августа 2002, Сан-Паулу) — бразильский футболист, полузащитник клуба «Трабзонспор».

## Футбольная карьера
Фелипе начинал заниматься футболом в команде «Сан-Каэтано». Воспитанник клуба «Коринтианс». С 2021 года привлекается к основному составу. 9 мая 2021 года дебютировал за «Коринтианс» в поединке Лиги Паулиста против «Новуризонтино», выйдя на замену на 78-й минуте вместо Рони. В том же сезоне Фелипе Аугусто дебютировал в Серии А. 26 июня 2021 года он вышел на замену на 83-й минуте вместо Жо в поединке 6 тура чемпионата против «Спорт Ресифи».

## Статистика выступлений
| Клуб             | Сезон            | Лига             | Лига  | Лига | Лига штата | Лига штата | Кубок | Кубок | Междунар. | Междунар. | Всего | Всего |
| Клуб             | Сезон            | Лига             | Матчи | Голы | Матчи      | Голы       | Матчи | Голы  | Матчи     | Голы      | Матчи | Голы  |
| ---------------- | ---------------- | ---------------- | ----- | ---- | ---------- | ---------- | ----- | ----- | --------- | --------- | ----- | ----- |
| Коринтианс       | 2021             | Серия А          | 3     | 0    | 1          | 0          | 0     | 0     | 0         | 0         | 4     | 0     |
| Всего за карьеру | Всего за карьеру | Всего за карьеру | 3     | 0    | 1          | 0          | 0     | 0     | 0         | 0         | 4     | 0     |